# James Ross (Politiker)

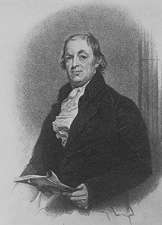
James Ross

James Ross (* 12. Juli 1762 bei Delta, York County, Province of Pennsylvania; † 27. November 1847 in Allegheny City, Pennsylvania) war ein britisch-amerikanischer Politiker (Föderalistische Partei), der den Bundesstaat Pennsylvania im US-Senat vertrat.

## Leben
James Ross besuchte eine altsprachliche Schule in der Nähe seiner Heimatgemeinde Delta. Danach zog er nach Canonsburg und unterrichtete Latein an einer Lehranstalt, aus der später das Washington & Jefferson College wurde. Er studierte außerdem die Rechtswissenschaften, wurde 1784 in die Anwaltskammer aufgenommen und begann in der Stadt Washington als Jurist zu praktizieren, wobei er sich auf Bodenrecht spezialisierte.
Von 1789 bis 1790 nahm er als Delegierter am Verfassungskonvent für Pennsylvania teil. Danach wurde er von Präsident George Washington zum Unterhändler für Gespräche mit den Anführern der Whiskey-Rebellion ernannt, wobei es ihm gelang, das Problem ohne gewalttätige Eskalation zu lösen. Am 1. April 1794 wurde er schließlich von der Pennsylvania General Assembly zum US-Senator für seinen Staat gewählt, nachdem die Wahl seines Vorgängers Albert Gallatin für ungültig erklärt worden war. Er nahm seinen Sitz im Kongress ab dem 24. April 1794 ein und zählte dort zur Pro-Administration-Fraktion, die die Politik der Bundesregierung unter George Washington unterstützte; später bildete sich daraus die Föderalistische Partei. Nachdem er 1797 die turnusgemäße Wahl gegen William Irvine gewonnen hatte, konnte Ross bis zum 3. März 1803 im Senat verbleiben, wo er einen Gesetzentwurf zu den öffentlichen Landflächen einbrachte und ab 1801 die Politik des neu gewählten US-Präsidenten Thomas Jefferson von den Democratic Republicans bekämpfte.
Ross bewarb sich auch dreimal um das Amt des Gouverneurs von Pennsylvania, aber jeweils vergeblich. Er verlor 1799 und 1802 jeweils gegen Thomas McKean sowie 1808 gegen Simon Snyder. Nach seinem Ausscheiden aus dem Senat betätigte er sich wieder als Anwalt und starb im November 1847 im heute zur Stadt Pittsburgh gehörenden Allegheny City. Das Ross County im Staat Ohio und das Ross Township in Pennsylvania sind nach ihm benannt.